# Bartay Endre

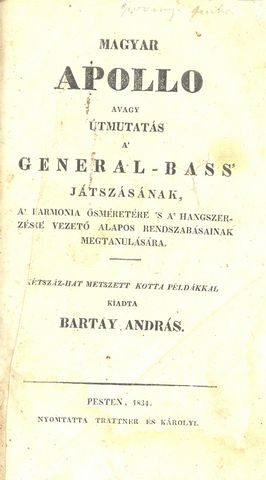
Bartay zeneelméleti művének 1834-as kiadásának címlapja

Bartay Endre (ismert mint Bartay András is) (Széplak, 1799. július 4. – Mainz, 1854. október 4.) színházigazgató, zeneszerző, pedagógus. A Pestvárosi Énekiskola alapítója és első igazgatója.
Fia Bartay Ede (1825–1901) zeneszerző és pedagógus.

## Életpályája
1843. január 1. és 1845. január 18. között a Nemzeti Színház bérlő-igazgatója volt; ezt pályázaton nyerte el, évi 12 000 magyar pengő országos segéllyel. 1843-ban a Szózat, 1844-ben a Himnusz megzenésítésére tűzött ki pályázatot. Rögzített szerzői jogdíjrendszerével megnövelte az eredeti drámabemutatók számát: a 28 premier szerzői között volt Szigligeti Ede (öt művével), Vörösmarty Mihály (Czillei és a Hunyadiak, A fátyol titkai), Jósika Miklós (A két Barcsai), Eötvös József (Éljen az egyenlőség!), Czakó Zsigmond (Kalmár és tengerész). Az operabemutatók közül kiemelkedett Erkel Ferenc Hunyadi Lászlója. Visszaszerződtette Schodelnét operaprimadonnának, Egressy Gábort rendezőnek alkalmazta. Sikerrel szerepelt társával a pozsonyi országgyűlésen. S bár igazgatósága alatt a színházi élet felpezsdült, anyagilag csődbe ment, ekkor Bartay külföldre költözött. 1848 után Pozsonyban élt hangversenyeket rendezett; innen Hamburgba költözött, ahol csak a zenének élt. 1850-ben Mainzba költözött, négy év múlva itt halt meg 56 éves korában.
Bartay operákat is írt: 1837-ban mutatták be az Aureliát, majd 1839. április 29-én a Jakab István szövegére írt A csel című művet. Ez utóbbit a zenetörténelem az első magyar vígoperaként tartja számon. Magyarok Nápolyban című operájának csak a nyitányát mutatták be. Ugyancsak ő írta az első magyar zeneelméleti művet Magyar Apollo, és az első magyar nyelvű ének tankönyvet is Művészeti vezér címmel. Cikkeket írt a Pesti Divatlapba (1845.) és 1830-ban V. Ferdinánd király koronázási ünnepélyére egy nagy koronázási misét, melyet Pozsonyban elő is adtak. 1834-ben Eredeti népdalok zongora kísérettel jelentek meg tőle Pesten két füzetben. 1836-ban Aurélia című operát írt, melyet a német színpadon adtak elő. A pesti állandó magyar színház megnyitása után (1837.), abban Csel című első magyar víg operával lépett föl. Az általa tervezett és a nádornak ajánlott Nemzeti Örömemlék című könyvnek zenészeti részét is ő írta. József nádor névünnepére nagy vocal misét és halála emlékére nagy oratóriumot szerzett, melyet 1847-ben mutattak be, Pozsonyban. Hamburgban tartózkodása alatt írta: A magyarok Nápolyban című operáját.

## Művei
- Czeczillia Mise – a pesti egyházi kar részére
- Vocal-Mise – József nádor névünnepén adják elő sok éven át
- Koronázási mise – V. Ferdinánd király koronázásakor Pozsonyban
- Aurelia oder Das Weib am Konradstein" – opera, premier: 1837. december 16 - Pesti Német Színház
- Csel – vígopera, premier: 1839. április 29., Nemzeti Színház (az első magyar vígopera)
- Magyarok Nápolyban – opera, 1847.
- Árpádok népe – oratórium, 1848.
- Budavár ostroma a törökök alatt – oratórium, 1848.